# Melormenoides fusca
Melormenoides fusca är en insektsart som beskrevs av Metcalf 1954. Melormenoides fusca ingår i släktet Melormenoides och familjen Flatidae. Inga underarter finns listade i Catalogue of Life.